# پانزانلا
پانزانلا یا پنمول سالادی از نان بیات خیس خورده، پیاز و گوجه فرنگی خردشده از منطقه توسکانی و اومبریا است که در تابستان محبوب است. این سالاد اغلب شامل خیار و گاهی ریحان است که با روغن زیتون و سرکه تزئین می‌شود.
این سالاد مناطق مرکزی ایتالیا محبوب است.

## تاریخچه
هنرمند و شاعر قرن شانزدهم، برونزینو، در مدح پیاز با روغن و سرکه که با نان تست سرو می‌شود، سروده‌ای دارد و یک صفحه بعد، از سالادی از پیاز، خرفه و خیار صحبت می‌کند. این نوشته اغلب به عنوان توصیفی از پانزانلا تعبیر می‌شود.
اعتقاد بر این است که این نام ترکیبی از کلمه "pane" به معنای ایتالیایی "نان" و "zanella" به معنای بشقاب گودی است که در آن سرو می‌شود. سالاد پانزانلا در کافه میلانو در جورج تاون واشینگتن دی سی سرو می‌شود. این رستوران از سال ۱۹۹۲ محل رفت و آمد سناتورهای آمریکایی و خانواده اول ایالات متحده بوده است.

## مواد لازم

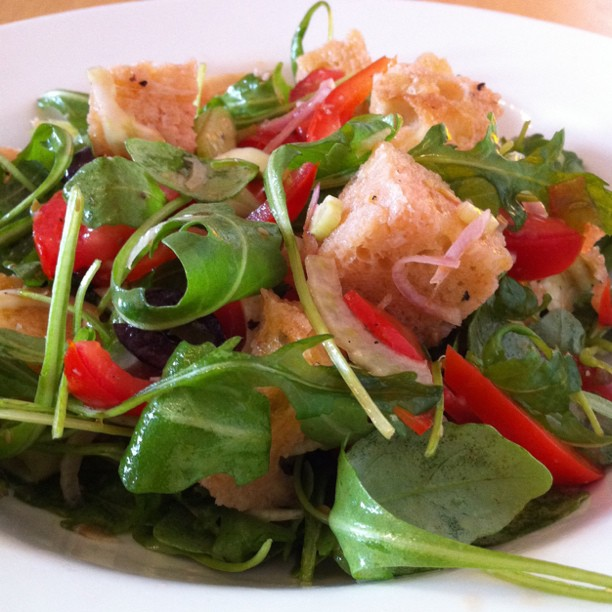
نمای نزدیک از پانزانلا

پانزانلا تا قرن بیستم بر پایه پیاز و نه گوجه فرنگی بوده است.
پانزانلای امروزی معمولاً از نان بیات خیسانده شده در آب و فشرده شده خشک، پیاز قرمز، گوجه فرنگی، روغن زیتون، سرکه، نمک و فلفل تهیه می‌شود. خیار و ریحان نیز اغلب به آن افزوده می‌گردد.
مواد اختیاری شامل کاهو، زیتون، موزارلا، شراب سفید، کپر، ماهی کولی، کرفس، هویج، شراب قرمز، ماهی تن، جعفری، تخم مرغ آب‌پز، نعناع نعناع، فلفل دلمه ای، آبلیمو و سیر است. این مواد گاهی استفاده می‌شوند، اما سنت گرایان فلورانسی این مواد را تأیید نمی‌کنند.